# MTV Unplugged (George Michael)
MTV Unplugged è un album live del cantautore inglese George Michael del 1997. È stato pubblicato in seguito all'esibizione dal vivo dell'artista al MTV Unplugged presso il Three Mills Studios di Londra l'11 ottobre 1996. Nel 2017 l'album viene inserito nella raccolta Listen Without Prejudice 25th anniversary/MTV Unplugged con l'aggiunta di due brani.

## Tracce
1. Freedom! '90
2. Fastlove
3. I Can't Make You Love Me
4. Father Figure
5. You Have Been Loved
6. Everything She Wants
7. Praying for Time
8. Star People

Bonus Tracks:

9. Intervista